# Dynastia amoryjska
Dynastia amoryjska – zwana też frygijską, dynastia cesarzy bizantyjskich panująca w latach 820-867, wywodząca się z Amorion w Anatolii. Należeli do niej cesarze: Michał II (820-829), Teofil (829-842), Michał III (842-867). 
Za panowania dynastii amoryjskiej definitywnie zakończył się okres wielkich konfliktów religijnych, (przywrócenie kultu ikon), ugruntowano również pozycję Bizancjum na Zachodzie poprzez chrystianizację Bułgarii (866) oraz misję Cyryla i Metodego na Morawach (863).